# Pierre Nihoul

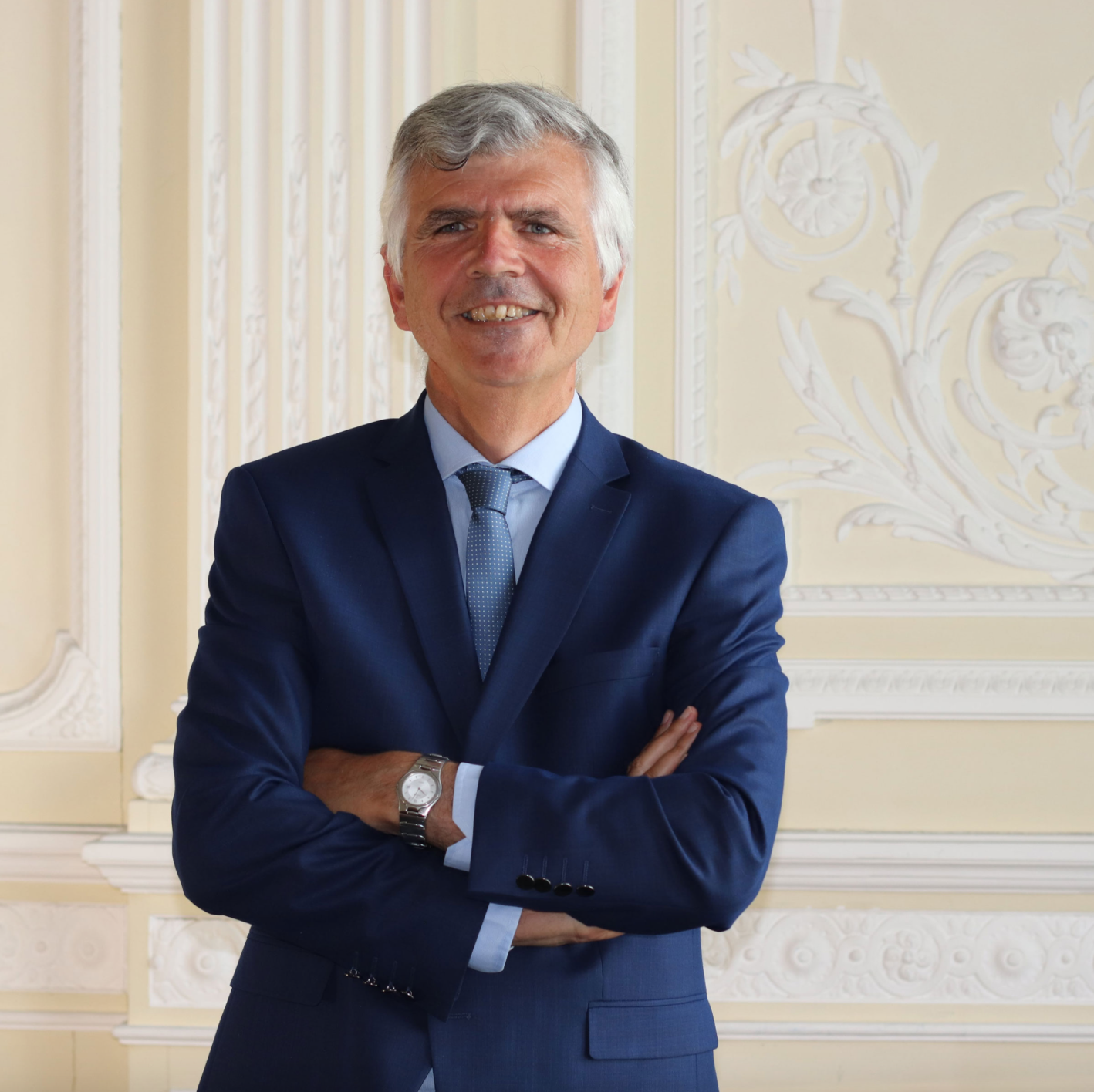
Pierre Nihoul (2022)

Pierre Nihoul (Brussel, 31 december 1961) is een Belgisch magistraat en rechtsgeleerde.

## Levensloop
Pierre Nihoul behaalde het diploma van licentiaat in de rechten aan de Université catholique de Louvain in 1984. Van 1986 tot 1991 was hij advocaat bij de balie te Brussel. Van 1988 tot 1991 was hij tevens parlementair medewerker bij de Kamer van volksvertegenwoordigers. In 1991 was hij eerste laureaat van het vergelijkend examen voor aanwerving bij het auditoraat van de Raad van State, waar hij vervolgens adjunct-auditeur was tot 1993, auditeur van 1993 tot 2002 en staatsraad van 2002 tot 2010. Op 18 april 2010 werd Nihoul tot rechter in het Grondwettelijk Hof benoemd, waar hij sinds 15 september 2021 voorzitter van de Franse taalgroep is.
Hij was assistent publiekrecht van 1984 tot 1988 en 1991 tot 1995, plaatsvervanger van 1995 tot 1997, lector van 1997 tot 2010 en docent sinds 2011 aan de UCL. Sinds 1991 is hij lid van de Groupe européen de droit public en van 1995 tot 1999 was hij adjunct-kabinetschef en vervolgens kabinetschef van Waals viceminister-president en minister van Ruimtelijke Ordening, Uitrusting en Transport Michel Lebrun (PSC).